# Paucibacter
Paucibacter es un género de bacterias gramnegativas de la familia Comamonadaceae. Fue descrito en el año 2005. Su etimología hace referencia a bacilo con pocas fuentes de carbono. Son bacterias aerobias y móviles por flagelo polar. Catalasa y oxidasa positivas. Se encuentran en ambientes acuáticos. Actualmente hay dos especies descritas: Paucibacter oligotrophus y Paucibacter toxinivorans. 